# 150 карбованців «1000-річчя давньоруської літератури (Слово о полку Ігоревім)»
1000-річчя давньоруської літератури (Слово о полку Ігоревім) (рос. 1000-летие древнерусской литературы (Слово о полку Игореве)) — платинова ювілейна монета СРСР вартістю 150 карбованців, випущена 13 вересня 1988 року. 

## Тематика
«Слово о полку Ігоревім» — відомий пам'ятник літератури Київської Русі. В основі сюжету — невдалий похід руських князів на половців, зроблений новгород-сіверським князем Ігорем Святославичем в 1185 році. «Слово» було написано в кінці XII століття, невдовзі після описуваної події (часто датується тим же 1185 роком, рідше 1-2 роками пізніше). Перейняте мотивами слов'янської народної поезії з елементами язичницької міфології, за своєю художньою мовою та літературним значенням «Слово» стоїть у ряді найбільших досягнень середньовічного епосу.

## Історія
13 вересня 1988 в обіг була випущена серія з 6 монет, яка присвячувалася історичним сюжетам, пов'язаних з історією Давньоруської держави і 1000-річчям введення християнства на Русі («1000-річчя давньоруського монетного карбування, літератури, зодчества, хрещення Русі»). Тиражі монет серії склали від 7 до 40 тисяч штук. У цю серію увійшли срібні монети номіналом в 3 карбованці «Софійський собор у Києві», срібна монета в 3 карбованці «Срібник Володимира», золота монета в 50 карбованців «Софійський собор у Новгороді», золота монета в 100 карбованців «Златник Володимира», платинова монета в 150 карбованців «Слово о полку Ігоревім», паладієва монета в 25 карбованців «Пам'ятник князю Володимиру Святославичу». Особливістю цієї серії монет став метал — паладій 999 проби, вперше використаний для карбування монет. Інтерес до паладію пояснюється його приналежністю до платинової групи, відносною стабільністю цін на міжнародному ринку і проявом уваги до нього з боку нумізматів та інвесторів. Практика використання паладію для карбування монет набула поширення в світі лише наприкінці 80-х років. Зазначена серія монет викликала справжній фурор на міжнародному нумізматичному ринку. У 1988 році в Базелі на Міжнародній нумізматичній виставці серія монет з дорогоцінних металів, присвячена 1000-річчю давньоруського карбування, літератури, архітектури та хрещення Русі, була визнана найкращою монетною програмою року і отримала перший приз за якість виготовлення.
Монети карбувалися на Ленінградському монетному дворі (ЛМД).

## Опис та характеристики монети
| Номінал крб. | Метал   | Проба | Маса (гр) | Діаметр (мм) | Товщина (мм) | Гурт                    | Тираж штук    |
| ------------ | ------- | ----- | --------- | ------------ | ------------ | ----------------------- | ------------- |
| 150          | платина | 999   | 15.55     | 28           | 1.5          | рубчастий (240 рифлень) | 16.000 (пруф) |

### Аверс
Зверху герб СРСР з 15 витками стрічки, під ним літери «СССР», нижче ліворуч і праворуч риса, під рискою зліва хімічне позначення «Pt» і проба «999» металу з якого зроблена монета, під ними чиста вага дорогоцінного металу «15,55», під рискою праворуч монограма монетного двору «ЛМД», нижче позначення номіналу монети цифра «150» і нижче слово «РУБЛЕЙ», знизу у канта рік випуску монети «1988».

### Реверс
Зверху уздовж канта слова «1000-ЛЕТИЕ ДРЕВНЕРУССКОЙ ЛИТЕРАТУРЫ», в середині невідомий автор створює твір, знизу уздовж канта слова «СЛОВО О ПОЛКУ ИГОРЕВЕ» і рік «1185 г.».

### Гурт
Рубчастий (240 рифлень).

## Автори
- Художник: А. В. Бакланов
- Скульптор: А. В. Бакланов